# Sepulcro militar
El sepulcro militar es la tumba destinada de exprofeso para encerrar las cenizas de los guerreros que mueren en la batalla. 
En la Edad Media los enterraban con todas sus armas, colocando una estatua encima que tenía diversas significaciones. Si había sucumbido en la batalla, pero vencedor, en la mano derecha de aquella ponían una espada desnuda, el escudo al lado izquierdo, el yelmo sobre la cabeza con la visera calada, la cota de armas sujeta con el ceñidor o cinturón y bajo sus pies la figura de un león que se suponía vivo. 
Si el guerrero había sido vencido, se representaba sin cota de armas, con la espada envainada y puesta al lado izquierdo, armada la cabeza con el yelmo, pero con la visera alzada, las manos juntas sobre el pecho en actitud humilde y suplicante y los pies apoyados en el dorso de un león muerto. El que moría cautivo, prisionero de guerra o antes de ser rescatado, se representaba despojado de las espuelas, sin yelmo y sin espada, no llevando más que la vaina. Además de esto, el caballero que moría siendo el último de su familia, le enterraban con el escudo de sus armas como en señal de haberse extinguido el nombre.